# Craig Breen

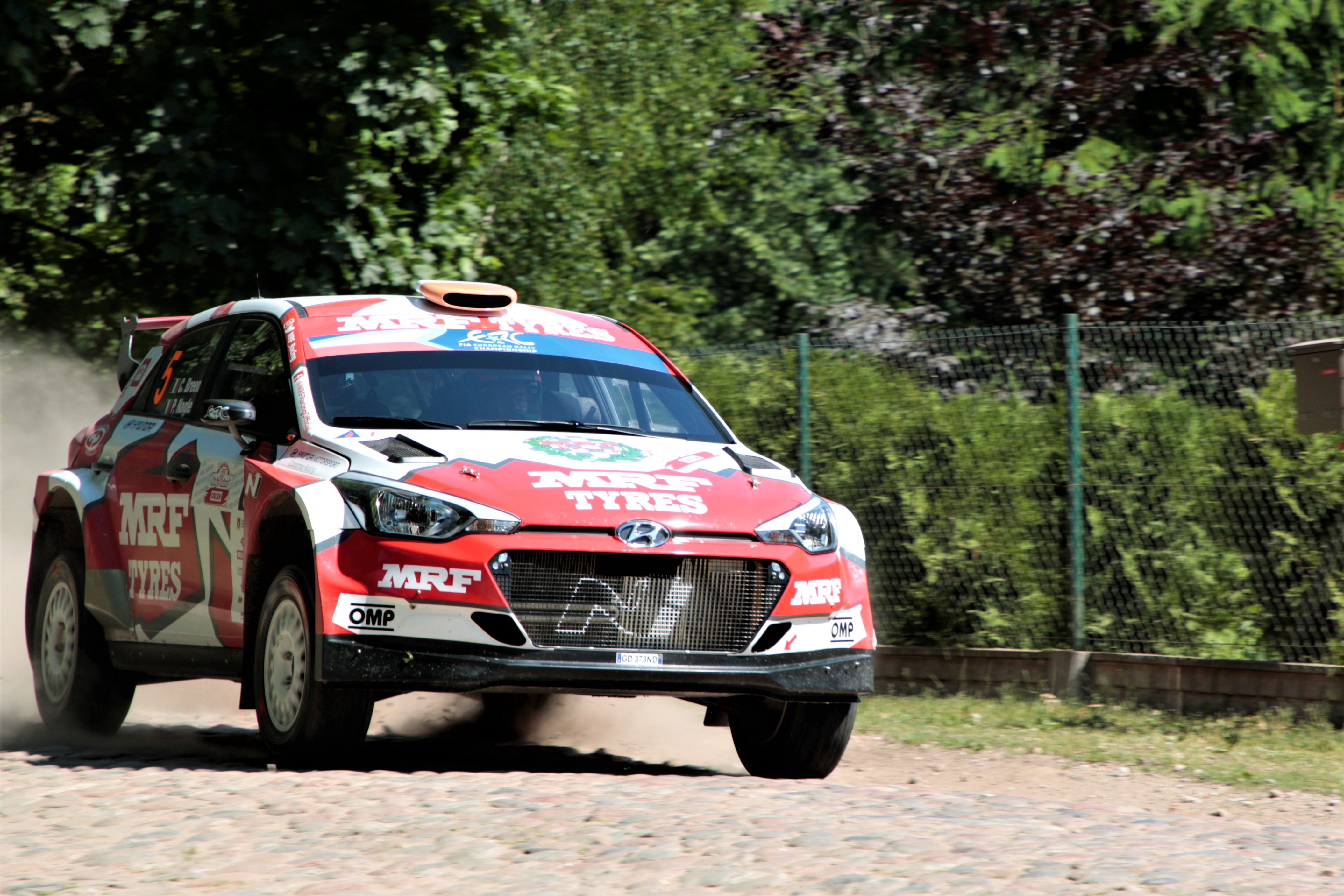
Craig Breen podczas Rajdu Polski 2021 wygrał 3 odcinki specjalne

Craig Breen (ur. 2 lutego 1990 w Waterford, zm. 13 kwietnia 2023 w Lobor) – irlandzki kierowca rajdowy. Od 2009 roku brał udział w mistrzostwach świata. W 2011 roku wywalczył mistrzostwo WRC Academy. Jest synem Raya Breena, także irlandzkiego rajdowca. W latach 2016–2018 kierowca zespołu Citroën Total Abu Dhabi WRT.

## Życiorys
Swoją karierę w sportach motorowych Breen rozpoczął w 1999 roku, gdy startował w kartingach. W 2007 roku został kierowcą rajdowym i do 2008 roku jeździł na przemian w rajdach i zawodach kartingowych. W 2009 roku jeździł już tylko w rajdach. Wziął udział w Pucharze Forda Fiesty na szczeblu Irlandii, Wielkiej Brytanii oraz międzynarodowym i we wszystkich tych kategoriach zwyciężył.
W kwietniu 2009 Breen zadebiutował w mistrzostwach świata. Pilotowany przez Garetha Robertsa, jadąc Fordem Fiestą ST ukończył wówczas Rajd Portugalii na 25. miejscu w klasyfikacji generalnej. W 2009 roku pojechał również w Rajdzie Finlandii, Hiszpanii i Rajdzie Wielkiej Brytanii, a także w kilku rajdach o mistrzostwo Wielkiej Brytanii.
W 2010 roku Breen wziął udział zarówno w mistrzostwach Wielkiej Brytanii, jak i Irlandii. W tych drugich zajął 2. miejsce. Pojechał też we dwóch rajdach mistrzostw świata – Finlandii (19. miejsce) i Wielkiej Brytanii (12. miejsce i 2. w SWRC).
W 2011 roku Breen jadąc Fordem Fiestą R2 pojechał w mistrzostwach świata w ramach nowo powstałej serii WRC Academy. Dzięki wygraniu Rajdu Niemiec i Rajdu Wielkiej Brytanii oraz zajęciu 2. miejsca w Rajdzie Finlandii wygrał tę serię.
W sezonie 2012 Breen został zgłoszony do udziału w mistrzostwach świata w serii S2000. Startował w zespole Craig Breen Rallying za kierownicą Forda Fiesty S2000. 16 czerwca podczas Rajdu Targa Florio zaliczanego do IRC na 8. odcinku specjalnym doszło do wypadku załogi Craig Breen – Gareth Roberts, na skutek którego pilot Breena zmarł. Po krótkiej przerwie w startach, podczas której Craig Breen powrócił do pełni zdrowia psychicznego, jego partnerem został Irlandczyk Paul Nagle.
15 września 2018 roku podczas Rajdu Turcji, w trakcie 11. odcinka specjalnego wnętrze jego Citroëna C3 WRC zaczął wypełniać dym. Irlandczyk kilkukrotnie zatrzymywał się, by przewietrzyć szoferkę i znaleźć źródło problemów. Na mecie odcinka powiedział, że nie ma pojęcia, co mogło być przyczyną zadymienia, jednak w tej chwili wszystko jest ok. i rusza w drogę do odcinka 12. Chwilę później tył samochodu stanął w płomieniach. Pomimo użycia dodatkowej gaśnicy Otta Tänaka, pojazd doszczętnie spłonął. Historia tego Citroëna o numerze rejestracyjnym EG-142-ZW (nadwozie numer 8) rozpoczęła się podczas Rajdu Korsyki w 2017 roku. Był użytkowany przez Lefebvre’a, Mikkelsena, Al-Qassimiego i Loeba.
Po niezbyt zadowalającym sezonie 2018 Citroën nie przedłużył kontraktu z Breenem.
Zginął 13 kwietnia 2023 roku w wypadku samochodowym podczas testów przed Rajdem Chorwacji na terenie okręgu krapińsko-zagorskiego, kiedy to prowadzony przez niego Hyundai i20 uderzył w ogrodzenie, którego elementy przebiły szybę i dostały się do kabiny.

## Występy w rajdach WRC
| Sezon | Zespół                                                 | Samochód                      | 1      | 2       | 3      | 4          | 5          | 6      | 7          | 8       | 9         | 10     | 11        | 12              | 13        | 14        | 15 | 16 | Punkty | Miejsce |
| ----- | ------------------------------------------------------ | ----------------------------- | ------ | ------- | ------ | ---------- | ---------- | ------ | ---------- | ------- | --------- | ------ | --------- | --------------- | --------- | --------- | -- | -- | ------ | ------- |
| 2009  | Craig Breen                                            | Ford Fiesta ST Ford Fiesta R2 | -      | -       | -      | 25         | -          | -      | -          | -       | 26        | -      | 38        | 39              |           |           |    |    | -      | 25      |
| 2010  | Castrol Ford Team Türkiye Craig Breen Barwa Rally Team | Ford Fiesta S2000             | -      | -       | -      | 22         | -          | -      | -          | 19      | -         | -      | -         | -               | 12        |           |    |    | -      | -       |
| 2011  | PS Engineering                                         | Ford Fiesta S2000             | -      | -       | -      | -          | -          | -      | -          | -       | -         | -      | -         | 15              | -         |           |    |    | -      | -       |
| 2012  | Craig Breen Rallying                                   | Ford Fiesta S2000             | 14     | 16      | -      | NU         | -          | -      | -          | NU      | -         | 13     | 17        | -               | 6         |           |    |    | 8      | 19.     |
| 2014  | Craig Breen Rallying                                   | Ford Fiesta RS WRC            | -      | 9       | -      | -          | -          | -      | -          | NU      | -         | -      | -         | -               | -         |           |    |    | 2      | 25.     |
| 2015  | Saintéloc Junior Team                                  | Peugeot 208 T16 R5            | 13     | -       | -      | NU         | -          | -      | -          | NU      | 18        | -      | 17        | NU              | 14        |           |    |    | -      | -       |
| 2016  | Abu Dhabi Total WRT                                    | Citroën DS3 WRC               | -      | 8       | -      | -          | -          | -      | 7          | 3       | -         | [ 8 ]  | 5         | 10              | NU        | -         |    |    | 36     | 10.     |
| 2017  | Citroën Total Abu Dhabi WRT                            | Citroën C3 WRC                | 5      | 5       | -      | 5          | NU         | 5      | 25         | 11      | 5         | 5      | -         | 15              | NU        |           |    |    | 64     | 10.     |
| 2018  | Citroën Total Abu Dhabi WRT                            | Citroën C3 WRC                | 9      | 2       | -      | -          | NU         | 7      | 6          | 8       | 7         | NU     | 4         | 9               | 7         |           |    |    | 67     | 11.     |
| 2019  | Hyundai Shell Mobis WRT                                | Hyundai i20 Coupe WRC         | Monako | Szwecja | Meksyk | Francja    | Argentyna  | Chile  | Portugalia | Włochy  | 7         | Niemcy | Turcja    | 8               | Hiszpania | Australia |    |    | 10     | 14.     |
| 2020  | Hyundai Motorsport                                     | Hyundai i20 Coupe WRC         | Monako | 7       | Meksyk | 2          | Turcja     | Włochy | Włochy     |         |           |        |           |                 |           |           |    |    | 25     | 9.      |
| 2021  | Hyundai Motorsport                                     | Hyundai i20 Coupe WRC         | Monako | 4       | 8      | Portugalia | Włochy     | Kenia  | 2          | 2       | Grecja    | 3      | Hiszpania | Włochy          |           |           |    |    | 76     | 8.      |
| 2022  | M-Sport Ford WRT                                       | Ford Puma Rally1              | 3      | 36      | 4      | 8          | 2          | 6      | 30         | 32      | 63        | 5      | 19        | 9               | 24        |           |    |    | 84     | 7.      |
| 2023  | Hyundai Motorsport                                     | Hyundai i20 N Rally1          | Monako | 2       | Meksyk | Chorwacja  | Portugalia | Włochy | Kenia      | Estonia | Finlandia | Grecja | Chile     | Unia Europejska | Japonia   |           |    |    |        |         |

| 1. miejsce | 2. miejsce | 3. miejsce | Punktowane miejsce | Niepunktowane miejsce | Nie ukończył | Wykluczony | Nie wystartował | Nie brał udziału |

## Występy w SWRC
| Sezon | Zespół           | Samochód          | 1     | 2     | 3      | 4   | 5      | 6     | 7     | 8     | 9   | 10    | Punkty | Miejsce |
| ----- | ---------------- | ----------------- | ----- | ----- | ------ | --- | ------ | ----- | ----- | ----- | --- | ----- | ------ | ------- |
| 2010  | Barwa Rally Team | Ford Fiesta S2000 | SWE   | MEX   | JOR    | NZL | POR    | FIN   | DEU   | JPN   | FRA | GBR 2 | 18     | 12.     |
| 2011  | PS Engineering   | Ford Fiesta S2000 | MEX   | JOR   | ITA    | GRE | FIN    | DEU   | FRA   | ESP 4 |     |       | 10     | 12.     |
| 2012  | Craig Breen      | Ford Fiesta S2000 | MCO 1 | SWE 2 | POR NU | NZL | FIN NU | GBR 1 | FRA 1 | ESP 1 |     |       | 118    | 1.      |

## Występy w WRC Academy
| Sezon | Zespół      | Samochód       | 1      | 2     | 3     | 4     | 5      | 6     | Punkty | Miejsce |
| ----- | ----------- | -------------- | ------ | ----- | ----- | ----- | ------ | ----- | ------ | ------- |
| 2011  | Craig Breen | Ford Fiesta R2 | POR NU | ITA 8 | FIN 2 | DEU 1 | FRA NU | GBR 1 | 111    | 1.      |

## Występy w rajdach IRC
| Sezon | Zespół      | Samochód          | 1   | 2   | 3   | 4   | 5   | 6   | 7     | 8   | 9   | 10  | 11     | 12 | 13 | Punkty | Miejsce |
| ----- | ----------- | ----------------- | --- | --- | --- | --- | --- | --- | ----- | --- | --- | --- | ------ | -- | -- | ------ | ------- |
| 2009  | Craig Breen | Ford Fiesta R2    | MON | KUR | SAF | AZO | YPR | ROS | MAD   | BAR | AST | SAN | SZK NU |    |    | 0      | -       |
| 2011  | Craig Breen | Ford Fiesta S2000 | MON | KAN | KOR | JAŁ | YPR | AZO | BAR 7 | MEC | SAN | SZK | CYP 4  |    |    | 24     | 12.     |